# The Vagabond Trail
The Vagabond Trail er en amerikansk stumfilm fra 1924 instrueret af William A. Wellman.

## Medvirkende
- Buck Jones som Donnegan
- Marian Nixon som Lou Macon
- Charles Coleman som  Aces
- Lee Shumway som Lord Nick
- Virginia Warwick som Nellie Le Brun
- Harry Lonsdale som Macon
- Frank Nelson som Slippy
- George H. Reed som George Romain